# Optique non imageante

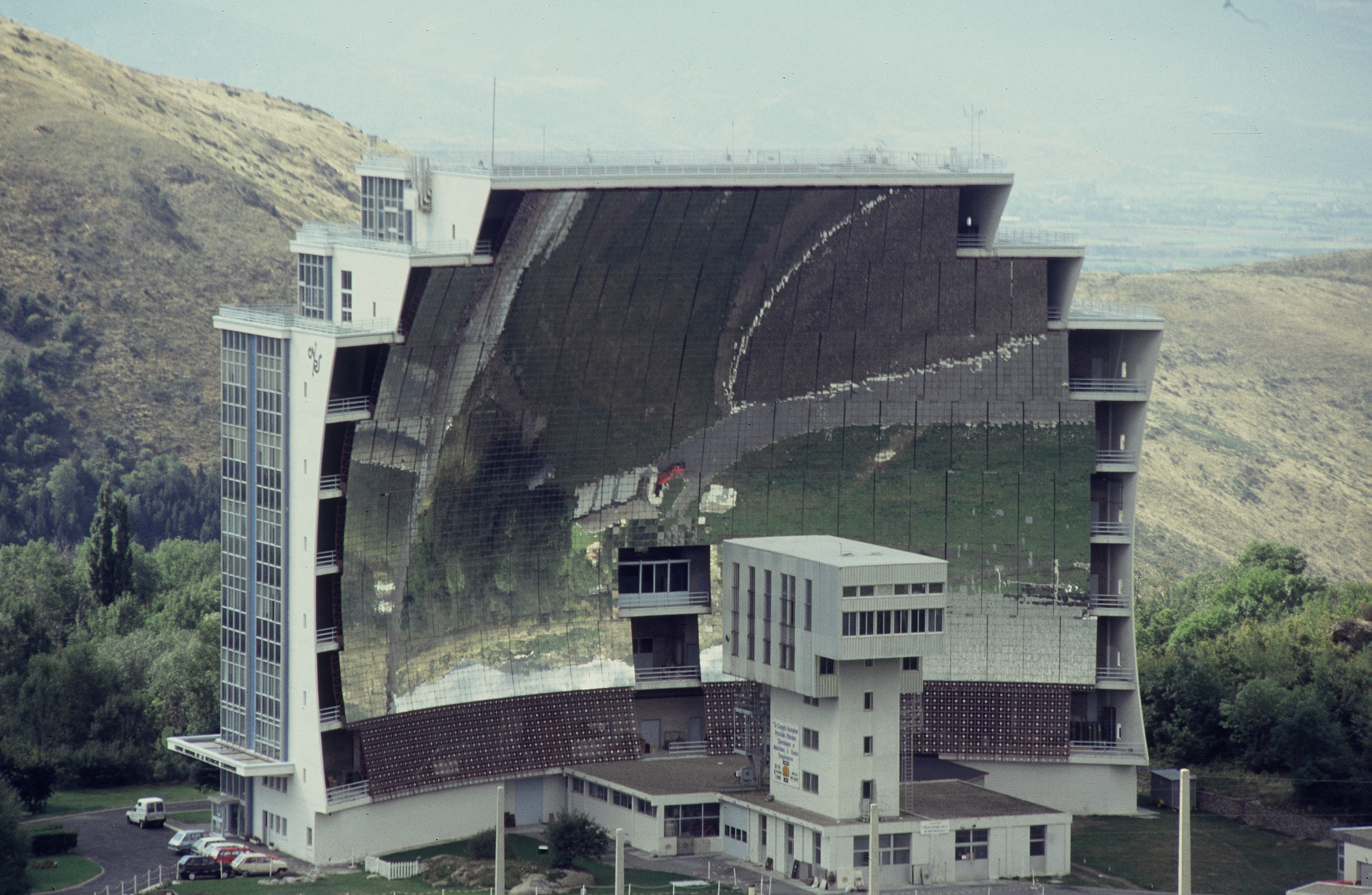
Four solaire d'Odeillo, France

Pour les articles homonymes, voir Optique (homonymie).
L'optique non imageante, ou optique anidolique, est une branche de l'optique qui cherche à optimiser l'éclairage produit par une source sur une cible sans se préoccuper de former une image de la source. Elle a pour applications principales les panneaux photovoltaïques à concentration et les systèmes d'éclairage. L'optique non imageante a été développée à partir du milieu des années 1960 par trois équipes différentes, en URSS par V. K. Baranov, en Allemagne par Martin Ploke et aux États-Unis par Roland Winston (en), cette dernière ayant abouti à ce que l'optique non imageante est aujourd'hui.

## Historique

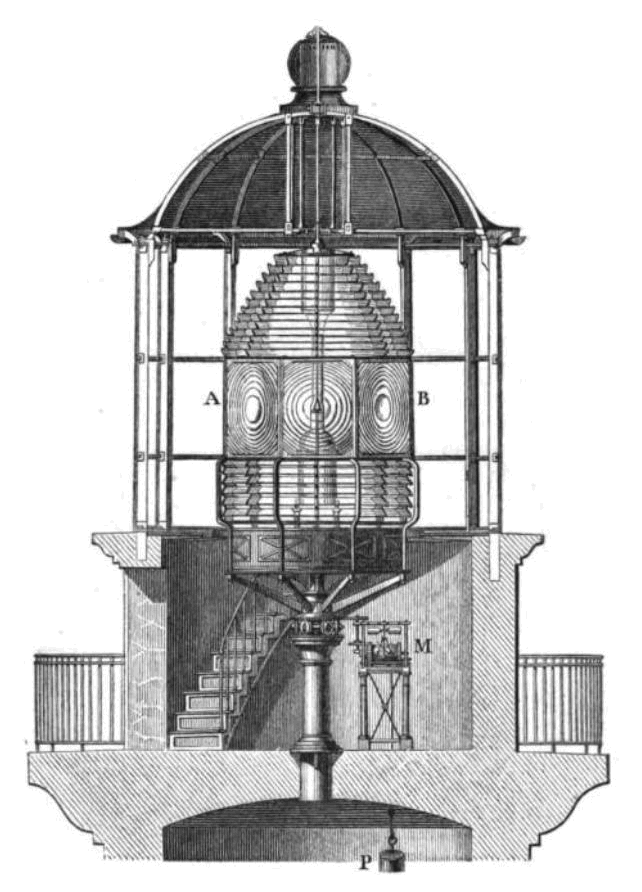
Modèle de phare du XIXe siècle, équipé de lentilles de Fresnel

La problématique de l'optique non imageante apparait dès le XVIe siècle pour la conception de phares côtiers plus performants utilisant des miroirs sphériques. À la fin du XVIIIe siècle, Antoine Lavoisier démontre l'intérêt de l'utilisation de miroirs paraboliques pour améliorer la portée des phares.
La solution toujours largement utilisée des lentilles de Fresnel est proposée en 1823 par François Arago et Augustin Fresnel. Pour autant la lentille de Fresnel n'est conseillée dans des ouvrages de références pour l'optique non imageante que depuis les années 1970.
On considère que l'utilisation systématique d'optique non imageante n'est effective que depuis la deuxième moitié du XXe siècle, alors qu'auparavant la majorité des systèmes étaient conçus empiriquement.

## Principes fondamentaux

### Méthode de la corde

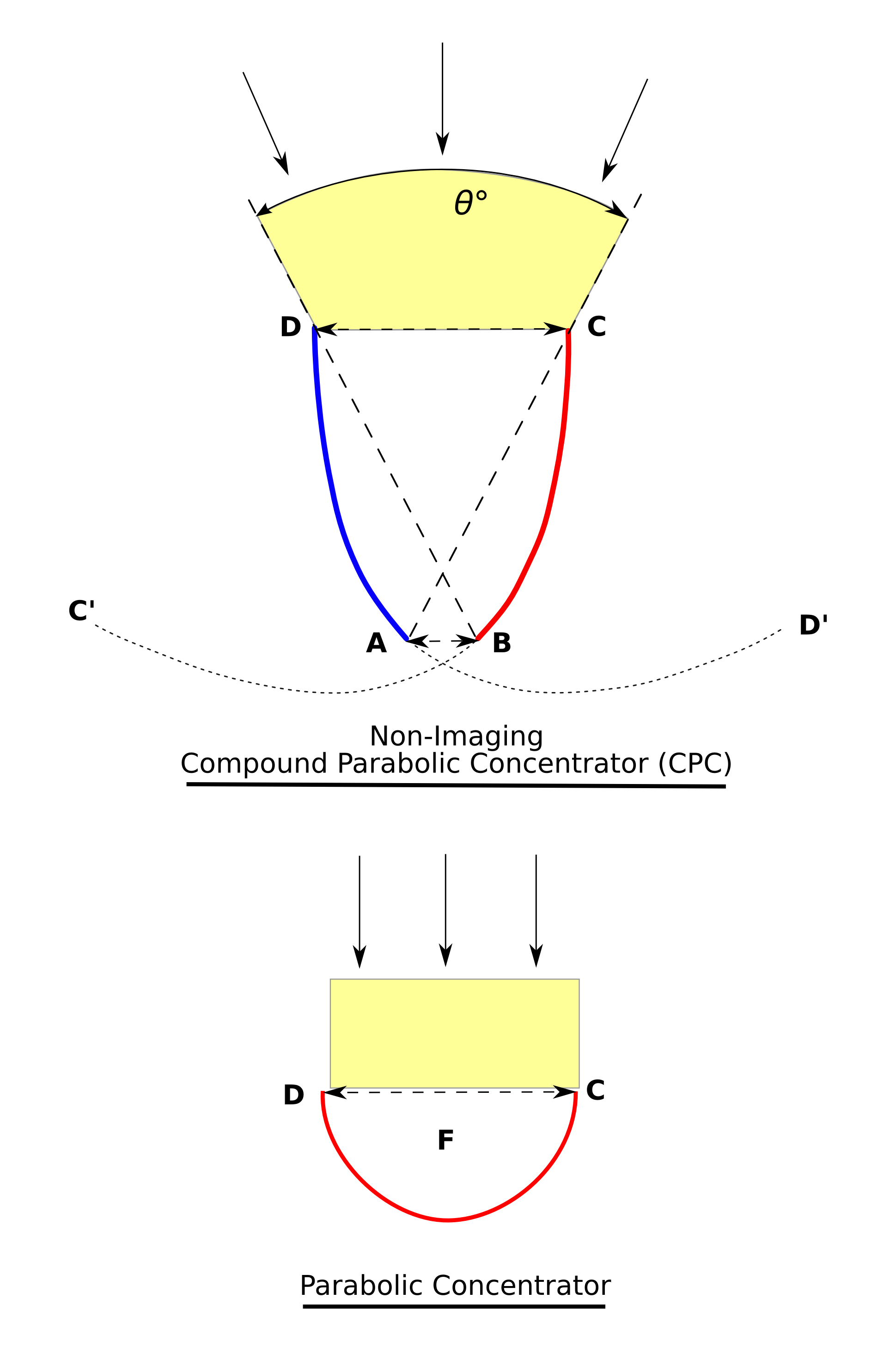
Concentrateur solaire tracé par la méthode de la corde

Découlant du principe de Fermat, la méthode de la corde permet de tracer le profil d'un réflecteur maximisant la concentration de flux lumineux.
{\displaystyle \int _{0}^{L}ndl={\text{Constante}}}
Avec n l'indice optique et L la distance algébrique parcourue par le rayon lumineux.

### Facteur de concentration

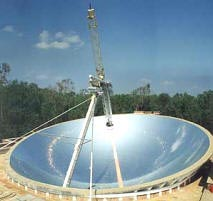
Concentrateur solaire

Le facteur de concentration désigne le rapport entre le flux lumineux sortant et le flux lumineux entrant dans le système optique.
La concentration maximale théorique est de 46200.
| Facteur de concentration | Construction        |
| ------------------------ | ------------------- |
| 0-10000                  | Facile à obtenir    |
| 10000-20000              | Atteignable         |
| 30000-46200              | Difficile à obtenir |

### Concentrateurs de lumière
On peut diviser les systèmes concentrateurs de lumière en 2 types :
- Les concentrateurs de lumière à réflecteur fixe et récepteur mobile
- Les concentrateurs de lumière à réflecteurs mobiles et à récepteur fixe

## Outils informatiques
Des outils informatiques permettent de modéliser les systèmes afin d'optimiser numériquement l'éclairement reçu par un récepteur depuis une source.
Les principaux logiciels permettant la résolution de problèmes d'optique non imageante sont :
- LightTools créé par la société Synopsys[10],[11],[12]. Light Tools a été conçu pour travailler en complément du logiciel Code V[13].
- Fred Optical Engineering Software (en) de la société Photon Engineering[14]
- ZEMAX (en)[11],[12]
- Advanced Systems Analysis Program (en)[11]
- TracePro (en)[11],[12]
- COMSOL Multiphysics

## Applications

### Éclairage
Dans le domaine des éclairages à LED, l'utilisation des techniques d'optique non imageante a permis la mise au point de LED de haute luminosité.

#### Éclairage public
Étant donné les nécessités économiques et énergétiques apparues à partir des années 2000 de réduire la consommation électrique, la conception des systèmes d'éclairages permettant un éclairement optimal de la route avec un minimum de nuisances lumineuses.

#### Phares de voiture

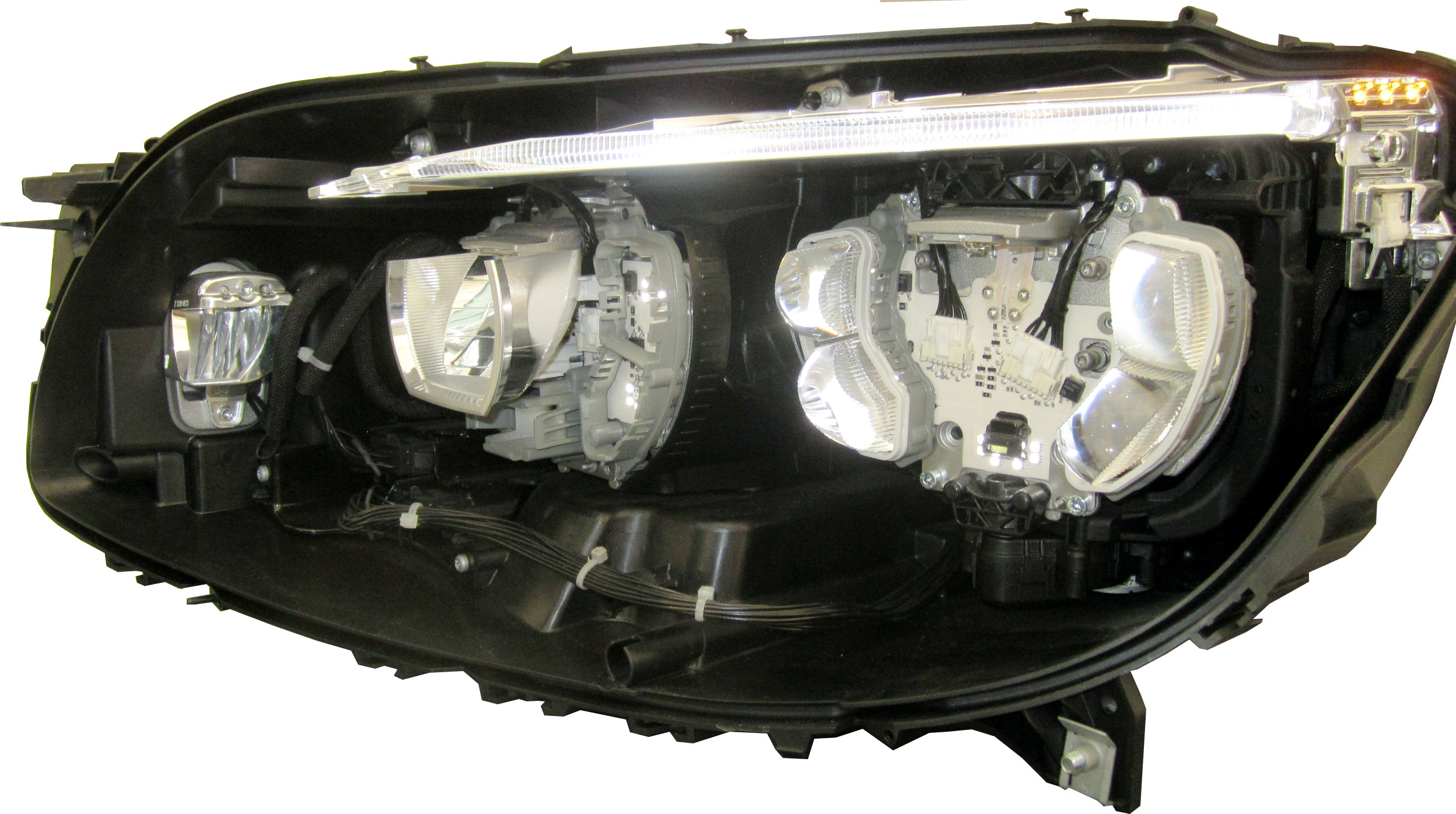
Phare à LED

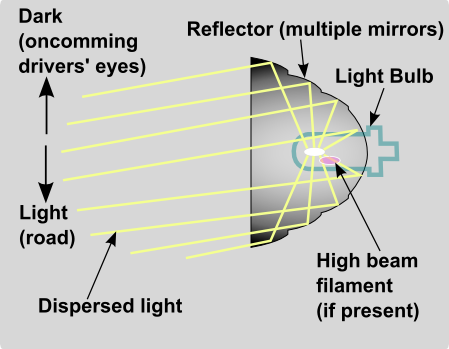
Principe de fonctionnement optique d'un phare

Les phares de voiture sont une application type d'éclairage où l'optique non imageante est devenue nécessaire en raison de l'importance de plus en plus grande du design.

### Énergie solaire
La concentration de l'énergie solaire par des miroirs (principalement paraboliques) a été imaginée pour la première fois par Léonard de Vinci en 1515. En 1866, Augustin Mouchot parvient à faire fonctionner une machine à vapeur à l'aide d'un concentrateur solaire parabolique. En 1913, une ferme solaire avec un miroir parabolique de 1233 m² est installée en Égypte.
L'un des problèmes rencontrés lors de la création des réflecteurs solaires est le positionnement du tube collecteur d'énergie. En effet, la théorie suppose de placer le tube au contact du réflecteur, ce qui n'est pas souhaitable (cela engendrerait des pertes par dissipation thermique). Afin d'éviter le problème, on laisse un espace entre le réflecteur et le collecteur.

### Protection solaire
Dans la conception de bâtiments et l'architecture d'intérieurs, l'optique non imageante permet la mise en place de systèmes visant à adapter la luminosité et à réguler la température en fonction des saisons. Différents systèmes sont dès lors envisageables :
- Les dispositifs anidoliques en impost (ex. du LESO de l'EPFL[23])
- Les dispositifs anidoliques pour soupirail[24]
- Les plafonds anidoliques [25]